# 西桂町
西桂町（日语：／ Nishikatsura chō */?）是位於日本山梨縣東南部的町，隸屬於南都留郡，也是縣內面積第二小的行政區。轄區周圍被海拔超過1300公尺的山岳包圍，相模川流經町內並往東流，當地人口則集中在中央的平坦地帶。西桂町在消費活動上較依賴西南邊的富士吉田市。

## 地理

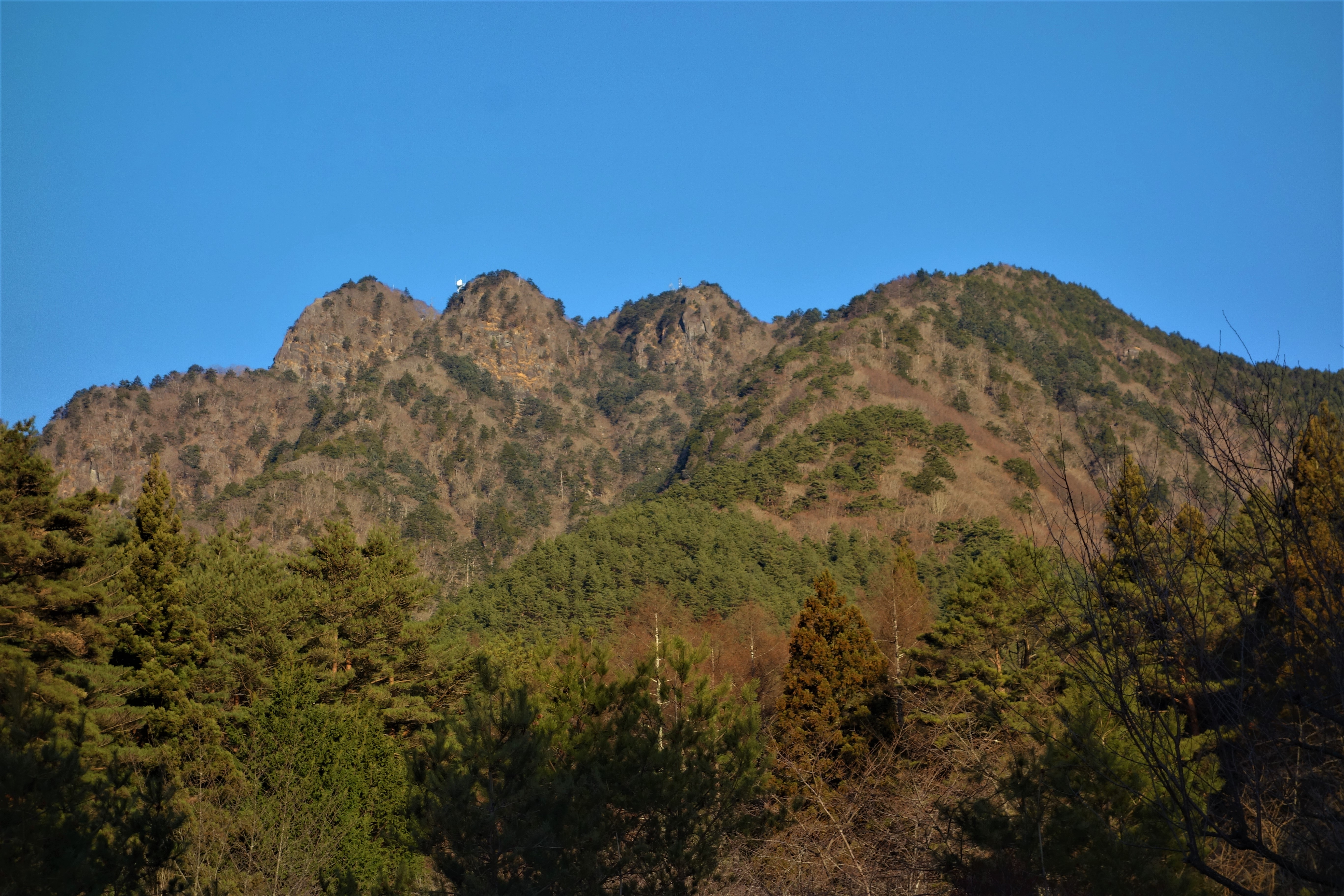
三峠山

西桂町內約85%的面積被森林與原野覆蓋，轄區周圍則被海拔超過1300公尺的山岳包圍。西北部為三峠山，東南部坐落著倉見山；而三峠山的周邊地區位於富士箱根伊豆國立公園的範圍內。發源自山中湖的桂川（相模川）流經町內的中央地帶並往東流。其支流欄干川、柄杓流川等河也流經轄區內。

### 氣候
西桂町因處內陸地帶，因此具有內陸性氣候的特徵。根據統計，1981年至2020年，當地的年均溫為11℃，年均降雨量則為1585.9毫米。

## 歷史

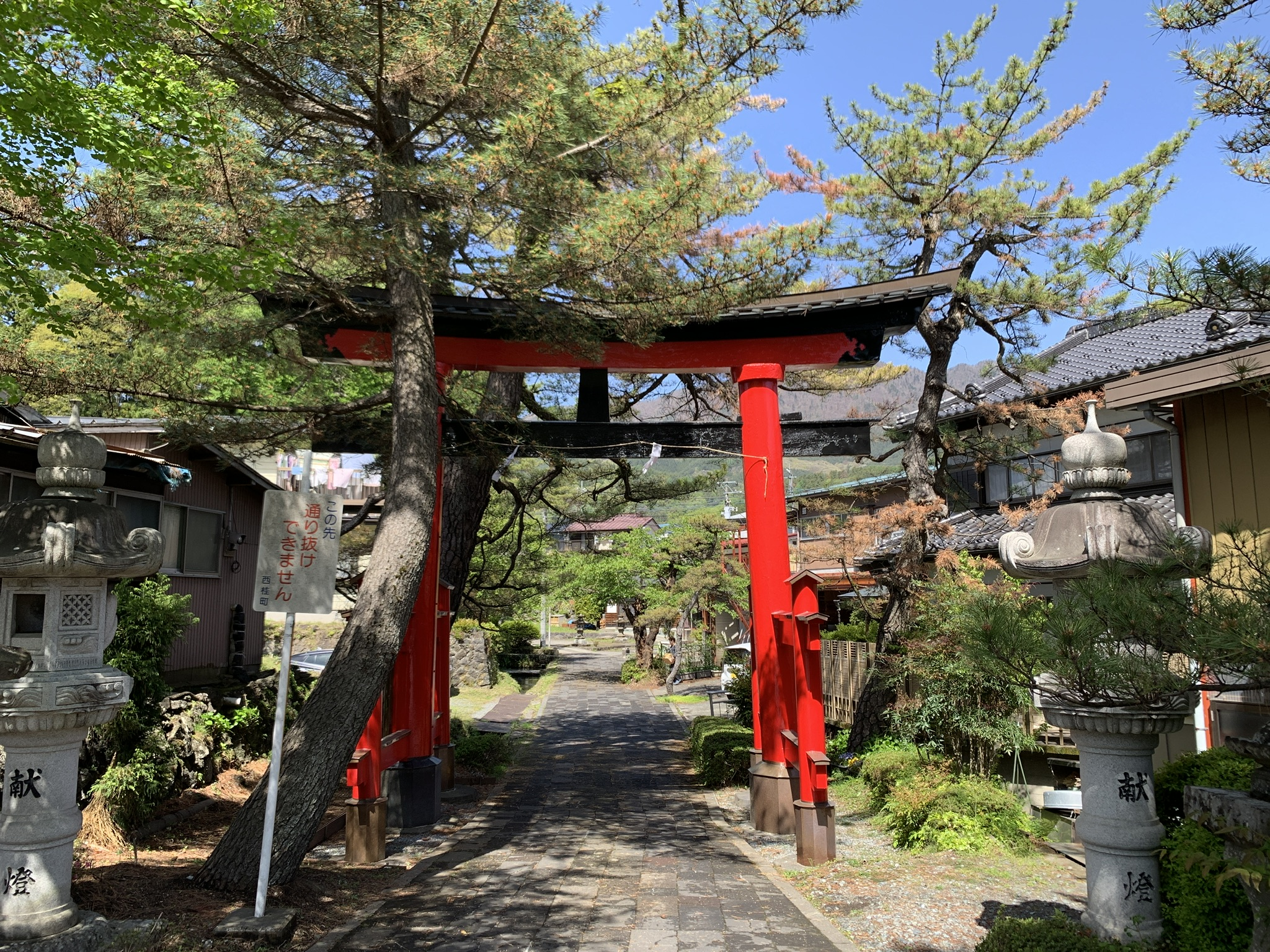
位於町內的小沼淺間神社鳥居

據傳當地地名中的「桂」一字源自於明治8年（1875年）當地的村落進行合併時採用的詞語「桂川」。關於桂川此一詞語的由來有諸多說法，而其中一種說法源自於日本古代的律令制行政區劃分。當地在律令制時期隸屬於甲斐國都留郡。該郡在《和名類聚抄》中被記載為「豆留」，甲斐國的《風土記》殘卷則將其稱為「連葛」；而「葛」因為方言的訓讀而逐漸與「桂」混用，並形成桂川此一詞語。
西桂町自古時便有人類居住，境內的寺野遺跡與休場遺跡中皆出土過舊石器時代的刀形石器與尖頭器等文物。其中寺野遺跡曾發掘出繩紋時代早期的撚糸文土器與條痕文土器，以及竪穴式住居的遺構。而宮之前遺跡也出土過釣手土器和大量的繩紋土器與石器碎片。寬永10年（1636年），秋元泰朝轉封至甲斐國都留郡共1萬8千石，之後歷任的秋元氏領主皆鼓勵當地的居民生產紡織品，使紡織業逐漸成為郡内地方的主要產業。寶永元年（1704年），秋元喬知轉封至武藏國的川越藩，西桂在內的郡內地方成為江戶幕府的天領，並持續至明治維新時期。
明治8年（1875年），境內的上暮地村、下暮地村、小沼村、倉見村、境村、鹿留村、夏狩村與十日市場村合併成桂村。明治26年（1893年）6月3日，桂村分村成東桂村與西桂村。昭和27年（1952年）9月15日，西桂村改制成西桂町。昭和35年（1960年）1月1日，町內的大字上暮地與小沼的部分地區併入富士吉田市，形成現今的西桂町。2024年4月，由建築師隈研吾設計的西桂町役場新廳舍完成建築工程，並於同年5月正式啟用。

## 行政
現任町長堀内達也於2024年11月在選舉中當選，其任期將持續至2028年11月。此次選舉的投票率為77.29%，較上屆選舉下降約5個百分點。

## 人口
西桂町的總人口數在2000年達到最高峰4910人，隨後便開始逐年減少，並預估2060年的人口數將低於3000人。而據2020年的統計，當地的高齡人口占比為30%，預估2040年將上升至38.5%。
| 西桂町人口分布圖 |                                               |  |
| 西桂町與日本全國年齡別人口分布比較圖 （2005年資料） | 西桂町的年齡、男女別人口分布圖 （2005年資料） |  |
| ■紫色是西桂町 ■綠色是全国 | ■藍色是男性 ■紅色是女性                       |  |
| 西桂町人口變化 \| 1970年 \| 3,829人 \| \| \| 1975年 \| 3,915人 \| \| \| 1980年 \| 4,002人 \| \| \| 1985年 \| 4,057人 \| \| \| 1990年 \| 4,409人 \| \| \| 1995年 \| 4,855人 \| \| \| 2000年 \| 4,910人 \| \| \| 2005年 \| 4,850人 \| \| \| 2010年 \| 4,541人 \| \| \| 2015年 \| 4,342人 \| \| \| 2020年 \| 4,041人 \| \| |                                               |  |
| 資料來源：日本總務省統計中心提供之人口普查數據 |                                               |  |
| 1970年 | 3,829人                                       |  |
| 1975年 | 3,915人                                       |  |
| 1980年 | 4,002人                                       |  |
| 1985年 | 4,057人                                       |  |
| 1990年 | 4,409人                                       |  |
| 1995年 | 4,855人                                       |  |
| 2000年 | 4,910人                                       |  |
| 2005年 | 4,850人                                       |  |
| 2010年 | 4,541人                                       |  |
| 2015年 | 4,342人                                       |  |
| 2020年 | 4,041人                                       |  |

## 經濟

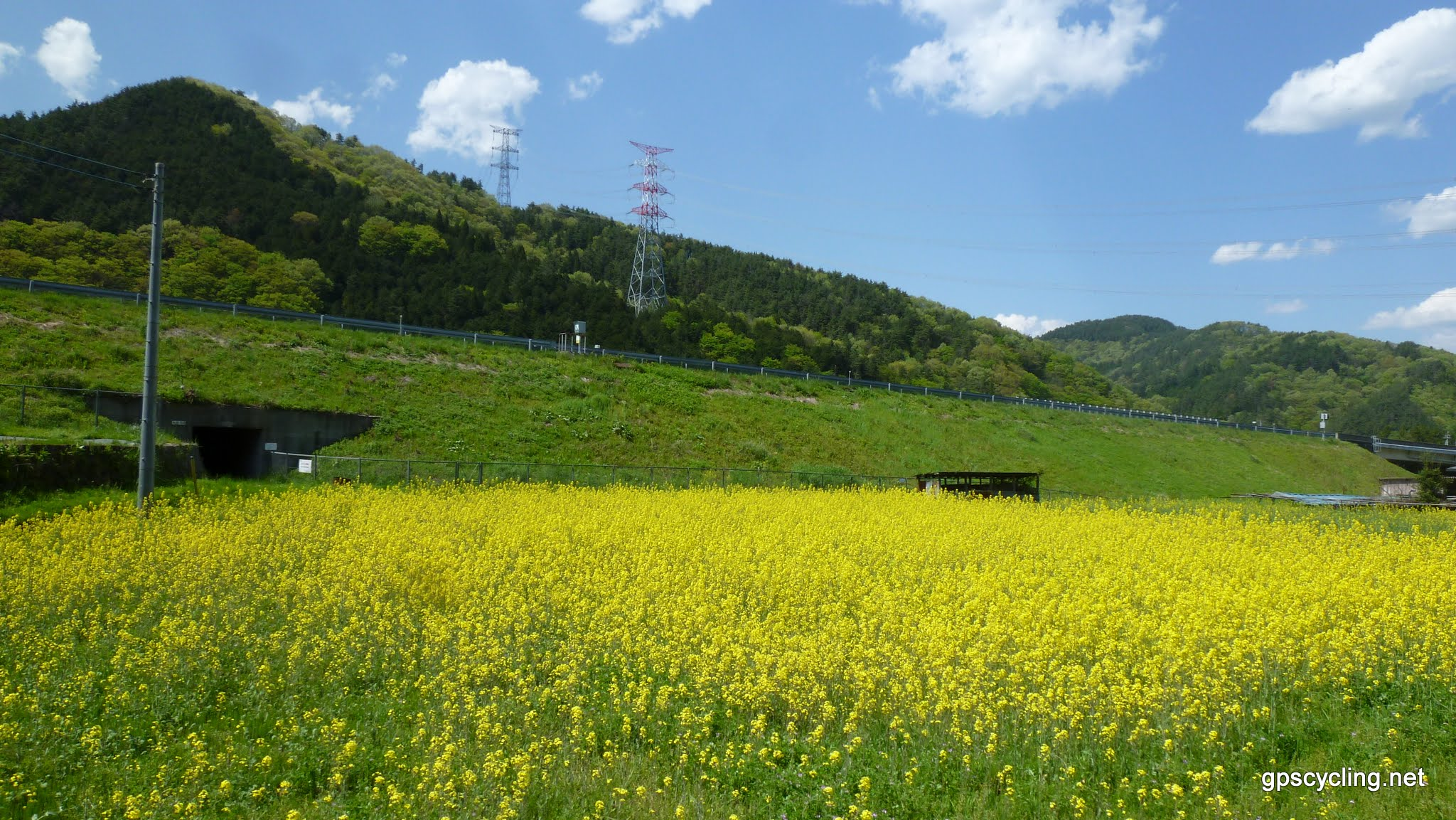
町內的油菜花田

根據日本2015年的國勢調查統計，西桂町的就業人口中約1.4%從事第一級產業，42.6%的就業人口從事第二級產業，其餘的56%則從事第三級產業。當地的農業主要在桂川及柄杓流川的沿岸地區進行小規模的稻米與蔬菜種植，近年來則面臨就業人口的減少和高齡化等問題；廢棄的農耕用地數量也呈現增加的趨勢。而西桂町內除郵局以外的企業皆為中小型規模的企業，其中小規模的企業數量約占全町企業總數的91%。工業方面，西桂町在內的郡内地方在江戶時代相當盛行紡織業，其生產的紡織品被通稱為郡內織物（甲斐絹）。而近年來當地也和周邊的行政區致力於復興生產郡內織物的紡織產業。

## 教育
西桂町內共有1所小學校與1所中學校，分別為西桂小學校和西桂中學校。根據2021年的統計，町內共有213名小學生與101名中學生。

## 交通

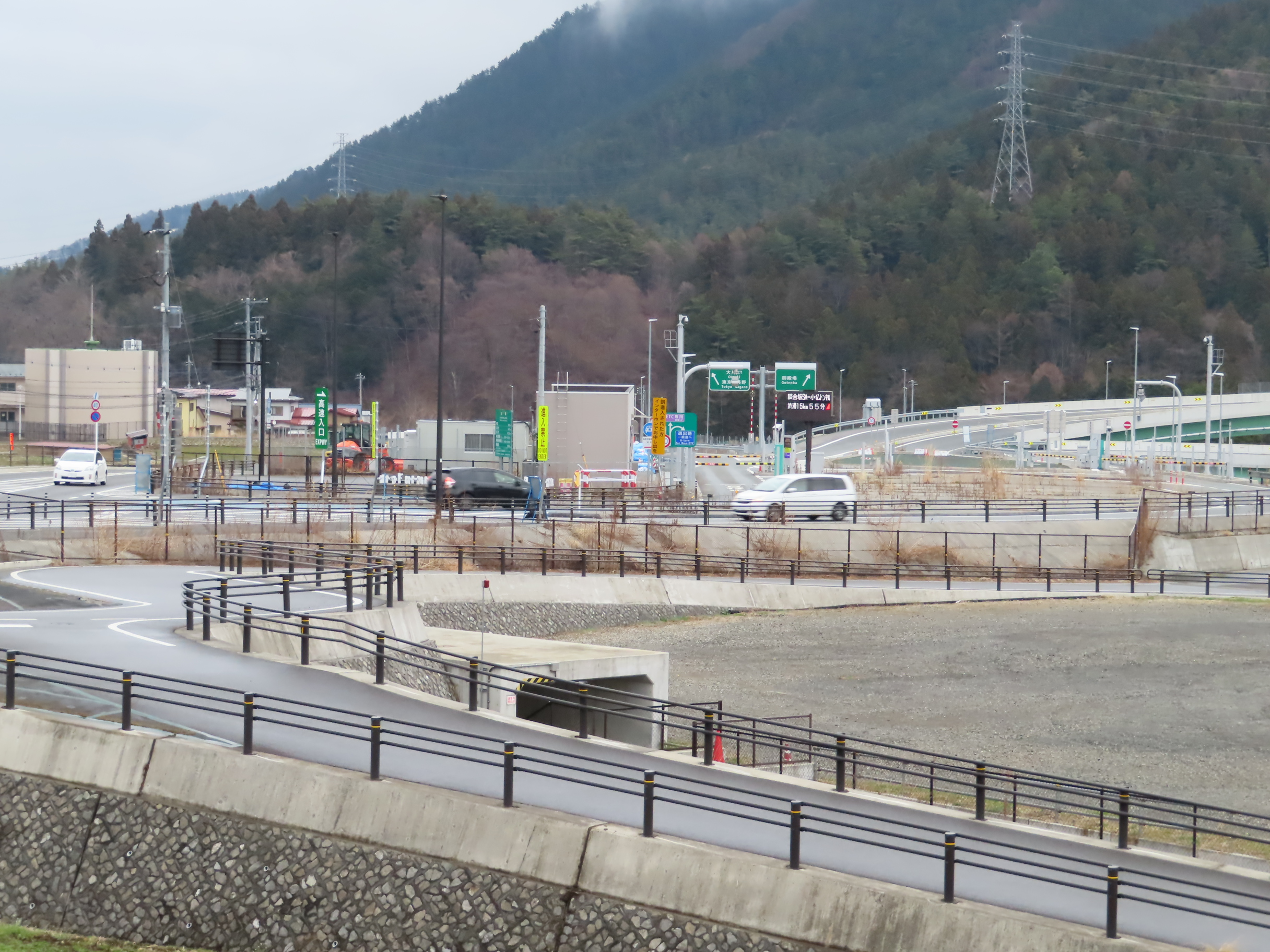
富士吉田西桂智慧型交流道
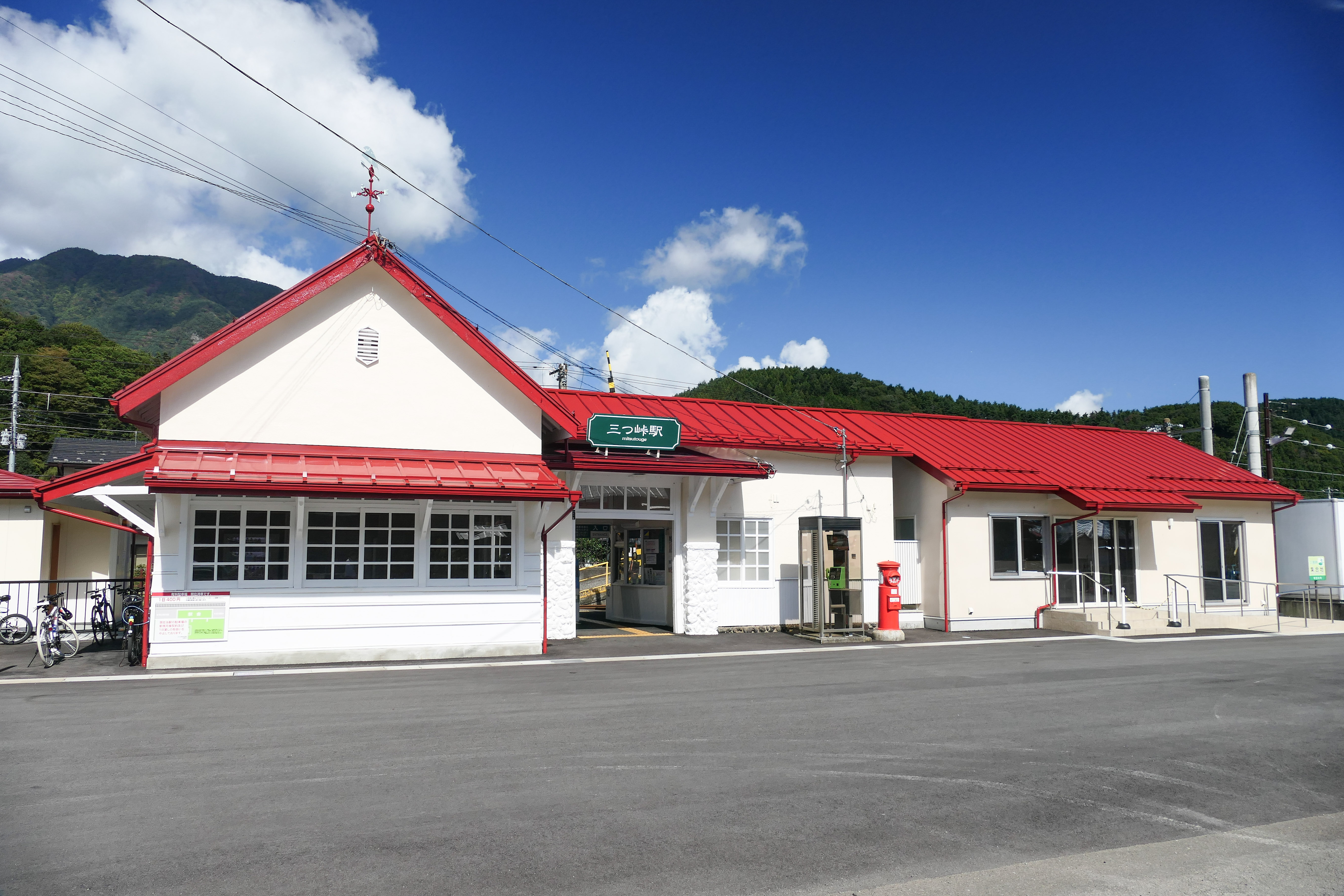
三峠站

國道139號和山梨縣道718號以東西向行經西桂町的城鎮中心，為當地的交通幹道。而穿越町內的中央自動車道則在西邊與富士吉田市的邊界地帶設置富士吉田西桂智慧型交流道。鐵路方面，富士急行的富士急行線通過西桂町，並在城鎮中心設置三峠站。

## 友好城市
西桂町與以下外國行政區為友好城市:
| 國家           | 城市                           | 締結日期      |
| -------------- | ------------------------------ | ------------- |
| 中华人民共和国 | 靈川縣（廣西壯族自治區桂林市） | 2007年1月23日 |